# 山本寛 (理工学者)
山本 寛（やまもと ひろし、1951年 - ）は、日本大学理工学部教授。専門分野は電子・電気材料工学。

## 経歴
山口県生まれ。1974年九州工業大学工学部を卒業し、1979年東京工業大学大学院理工学研究科博士課程修了。
1979年4月日本大学理工学部電子工学科助手に就任。1981年4月日本大学 理工学部電子工学科専任講師、1988年日本大学理工学部電子工学科助教授、1995年日本大学理工学部電子工学科教授に就任。2008年日本大学理工学部電子工学科理工学部次長（船橋校舎）、2014年日本大学理工学部部長。2016年8月1日より日本大学副学長。
研究テーマは高温超伝導材料の開発研究、有機エレクトロニクス材料、ナノマテリアル・デバイス、放射光励起によるフラーレンポリマーの創製。
著書『マイクロ・ナノ領域の超精密技術』は超精密微細加工技術、デバイス創成技術、洗浄技術を集大成している。山本寛は第２部会主査として、編集・執筆に参加した。

著書『エレクトロクロミックディスプレイ』は、酸化還元可能な色素や金属錯体などの報告をまとめた。
2013年3月11日、（公社）日本表面科学会主催の「フラーレン・カーボンナノチューブにおける自由電子レーザーを援用した炭素-炭素結合制御」のタイトルで特別講演を日本大学工学部50周年記念館（ハットNE）において行った。

## 受賞歴
- 1980年5月、電気学会論文賞を受賞。
- 2004年5月、低温工学協会・低温工学会 優良発表賞を受賞[7]。
- 2015年12月、西安理工大学（中華人民共和国） 西安理工大学名誉教授[8]。